# Puy de Jumes
Le puy de Jumes est un volcan rouge éteint de la chaîne des Puys, dans le Massif central situé à 8 kilomètres au nord du puy de Dôme.